# Videogiochi di Doraemon
Questa è la lista dei videogiochi tratti dal manga e anime Doraemon.
Sono stati pubblicati oltre settanta videogiochi ispirati all'opera, per la maggior parte destinati a console, e finora solo l'ultimo di questi è stato distribuito in Europa
| Titolo                                                          | Console                            | Data              | Fonte  |
| --------------------------------------------------------------- | ---------------------------------- | ----------------- | ------ |
| Dora-chan                                                       | Arcade                             | 1980              | [ 1 ]  |
| Doraemon                                                        | Arcadia 2001                       | 1983              | [ 2 ]  |
| Doraemon Nobita's Time Machine the Great Adventure              | Super Cassette Vision              | 1985              | [ 3 ]  |
| Doraemon                                                        | Famicom                            | 12 dicembre 1986  | [ 4 ]  |
| Doraemon: Meikyū daisakusen                                     | TurboGrafx 16                      | 31 ottobre 1989   | [ 5 ]  |
| Doraemon: Giga Zombie no gyakushū                               | Famicom                            | 14 settembre 1990 | [ 6 ]  |
| Doraemon                                                        | Game Boy                           | 1º marzo 1991     | [ 7 ]  |
| Doraemon: Nobita no dorabian nights                             | TurboGrafx 16                      | 6 dicembre 1991   | [ 8 ]  |
| Doraemon 2                                                      | Game Boy Color                     | 19 dicembre 1992  | [ 9 ]  |
| GG Doraemon: Nora no suke no yabō                               | Game Gear                          | 29 aprile 1993    | [ 10 ] |
| Doraemon 2                                                      | Super Famicom                      | 17 dicembre 1993  | [ 11 ] |
| Doraemon VS the Dream Thief and the Seven Gozansu               | Sega Mega Drive                    | 1993              | [ 12 ] |
| Doraemon - Nobita to maigo no kyōryū                            | Sega Pico                          | 1993              | [ 13 ] |
| Doraemon no Eawase Montage                                      | Sunsoft/Epoch                      | 1993, cancellato  | [ 14 ] |
| Doraemon 3                                                      | Super Famicom                      | 15 dicembre 1994  | [ 15 ] |
| Doraemon: Yūjō densetsu                                         | 3DO                                | 7 aprile 1995     | [ 16 ] |
| Doraemon - Time Machine de daibōken!                            | Sega Pico                          | 27 ottobre 1995   | [ 17 ] |
| Doraemon 4                                                      | Super Famicom                      | 15 dicembre 1995  | [ 18 ] |
| Quiz ni Challenge! Doraemon                                     | Sega Pico                          | 1995              | [ 19 ] |
| Doraemon: Nobita ito fukkatsu no hoshi                          | PlayStation                        | 16 febbraio 1996  | [ 20 ] |
| Doraemon: Nobi futo to fukkatsu no hoshi                        | Sega Saturn                        | 15 marzo 1996     | [ 21 ] |
| Doraemon: Wakuwaku Pocket Paradise                              | Game Gear                          | 26 aprile 1996    | [ 22 ] |
| Doraemon: Nobita no dokidoki! Obake Land                        | Virtual Boy                        | 1996, cancellato  | [ 23 ] |
| Doraemon 2: SOS! Otogi no kuni                                  | PlayStation                        | 21 febbraio 1997  | [ 24 ] |
| Doraemon: Nobita to 3-tsu no seireiseki                         | Nintendo 64                        | 21 marzo 1997     | [ 25 ] |
| Doraemon - Yōchien hata no shīna                                | Sega Pico                          | maggio 1997       | [ 26 ] |
| Doraemon - Ensoku-Imohori-Undōkai                               | Sega Pico                          | settembre 1997    | [ 27 ] |
| Doraemon - Nobita no machinaka dokidoki tanken!                 | Sega Pico                          | 26 gennaio 1998   | [ 28 ] |
| Doraemon Kart                                                   | Game Boy                           | 20 marzo 1998     | [ 29 ] |
| Doraemon no GameBoy de asobō yo DX10                            | Game Boy Color                     | 27 novembre 1998  | [ 30 ] |
| Doraemon 2: Nobita to hikari no shinden                         | Nintendo 64                        | 11 dicembre 1998  | [ 31 ] |
| Doraemon Monopoly                                               | Microsoft Windows/Xbox 360         | 1998              | [ 32 ] |
| Issho ni utaō! Doraemon wakuwaku karaoke                        | Sega Pico                          | 1998              | [ 33 ] |
| Doraemon Kart 2                                                 | Game Boy Color                     | 12 marzo 1999     | [ 34 ] |
| Doraemon: Aruke aruke Labyrinth                                 | Game Boy Color                     | 23 luglio 1999    | [ 35 ] |
| Doraemon - Yometa yo-Kaketa yo Hiragana Katakana                | Sega Pico                          | 31 agosto 1999    | [ 36 ] |
| Itsudemo isho Doraemon Set                                      | Sega Pico                          | 23 dicembre 1999  | [ 37 ] |
| Doraemon memories: Nobita no omoi izaru daibōken                | Game Boy Color                     | 10 marzo 2000     | [ 38 ] |
| Doraemon no Quiz Boy                                            | Game Boy Color                     | 28 aprile 2000    | [ 39 ] |
| Doraemon 3: Nobita no machi SOS!                                | Nintendo 64                        | 28 luglio 2000    | [ 40 ] |
| Doraemon 3: Makai no dungeon                                    | PlayStation                        | 14 dicembre 2000  | [ 41 ] |
| Doraemon no study boy: Kuku Game                                | Game Boy Color                     | 20 dicembre 2000  | [ 42 ] |
| Doraemon no study boy: Gakushū kanji game                       | Game Boy Color                     | 12 gennaio 2001   | [ 43 ] |
| Boku, Doraemon                                                  | Dreamcast                          | 25 gennaio 2001   | [ 44 ] |
| Doraemon: kimi to pet no monogatari                             | Game Boy Color                     | 16 marzo 2001     | [ 45 ] |
| Pocket no chū no Doraemon                                       | WonderSwan Color                   | 24 maggio 2001    | [ 46 ] |
| Doraemon - Kazoete-Kanzan kazu tokei                            | Sega Pico                          | settembre 2001    | [ 47 ] |
| Kids Station - Doraemon: Himitsu no yojigen pocket              | PlayStation                        | 29 novembre 2001  | [ 48 ] |
| Doraemon Board Game                                             | Game Boy Advance                   | 29 marzo 2002     | [ 49 ] |
| Doraemon - Eigo de asobō ABC                                    | Sega Pico                          | luglio 2002       | [ 50 ] |
| Doraemon no Quiz Boy 2                                          | Game Boy Color                     | 4 ottobre 2002    | [ 51 ] |
| Doraemon: Minna de asobō! Minidorando                           | Nintendo Gamecube                  | 18 luglio 2003    | [ 52 ] |
| Doraemon no study boy: Kanji yomikaki master                    | Game Boy Color                     | 18 luglio 2003    | [ 53 ] |
| Doraemon - Chīku asobi Dorarando                                | Sega Pico                          | 18 luglio 2003    | [ 54 ] |
| Doraemon tanoshiku o-keiko hiragana katakana                    | Advanced Pico Beena                | ottobre 2005      | [ 55 ] |
| Doraemon: Nobita no kyōryū 2006 DS                              | Nintendo DS                        | 2 marzo 2006      | [ 56 ] |
| Doraemon tanoshī en seikatsu yōchien hoikuen                    | Advanced Pico Beena                | marzo 2006        | [ 57 ] |
| Doraemon chinō daikaihatsu! Wakuwaku game land                  | Advanced Pico Beena                | ottobre 2006      | [ 58 ] |
| Doraemon: Nobita no shin makai daibōken DS                      | Nintendo DS                        | 8 marzo 2007      | [ 59 ] |
| Doraemon Wii                                                    | Wii                                | 6 dicembre 2007   | [ 60 ] |
| Dorabase: Dramatic Stadium                                      | Nintendo DS                        | 20 dicembre 2007  | [ 61 ] |
| Dorabase - Doraemon Chō yakyū gaiden                            | Nintendo DS                        | 2007              | [ 62 ] |
| Doraemon: Nobita to midori no kyojinden DS                      | Nintendo DS                        | 6 marzo 2008      | [ 63 ] |
| Kaiteoboeru Doragana                                            | Nintendo DS                        | 15 ottobre 2009   | [ 64 ] |
| Dorabase 2: Nettou Ultra Stadium                                | Nintendo DS                        | 19 novembre 2009  | [ 65 ] |
| Doraemon wakuwaku sekai isshū game ~Asonde oboeru chizu kokki~  | Advanced Pico Beena                | 1º aprile 2010    | [ 66 ] |
| Doraemon: Nobita to Kiseki no Shima                             | Nintendo 3DS                       | 1º marzo 2012     | [ 67 ] |
| Doraemon: Nobita no Himitsu Dougu Hakubutsukan                  | Nintendo 3DS                       | 7 marzo 2013      | [ 68 ] |
| Doraemon: Shin Nobita no Daimakyou - Peko to 5-nin no Tankentai | Nintendo 3DS                       | 6 marzo 2014      | [ 69 ] |
| Doraemon: Nobita no Uchuu Eiyuki                                | Nintendo 3DS                       | 5 marzo 2015      | [ 70 ] |
| Doraemon: Shin Nobita no Nihon Tanjou                           | Nintendo 3DS                       | 3 marzo 2016      | [ 71 ] |
| Hyakumasu Dora-San Nobita no Time Battle                        | Nintendo 3DS                       | 23 novembre 2016  | [ 72 ] |
| Doraemon: Nobita no Nankyoku Kachikochi Daibouken               | Nintendo 3DS                       | 2 marzo 2017      | [ 73 ] |
| Doraemon: Nobita no Takarajima                                  | Nintendo 3DS                       | 1º marzo 2018     | [ 74 ] |
| Doraemon: Story of Seasons                                      | Microsoft Windows, Nintendo Switch | 13 giugno 2019    | [ 75 ] |